# Gottlieb Plaxin
Gottlieb Plaxin (* 31. Januar 1932) ist ein deutscher Badmintonspieler.

## Karriere
Gottlieb Plaxin war in den 1960er Jahren einer der Stützen und herausragenden Athleten seines Vereins Motor Zittau. Mit dem Team von Motor erkämpfte er sich 1967 und 1968 Silber bei den DDR-Mannschaftsmeisterschaften. Zahlreiche weitere Medaillengewinne folgten bei den DDR-Seniorenmeisterschaften. 

## Sportliche Erfolge
| Saison    | Veranstaltung                   | Disziplin  | Platz | Name |
| --------- | ------------------------------- | ---------- | ----- | --- |
| 1964      | DDR-Seniorenmeisterschaft AK I  | MD         | 3     | Gottlieb Plaxin / Manfred Göpfert |
| 1964      | DDR-Seniorenmeisterschaft AK I  | MS         | 1     | Gottlieb Plaxin |
| 1966      | DDR-Seniorenmeisterschaft AK I  | MS         | 2     | Gottlieb Plaxin |
| 1965/1966 | DDR-Seniorenmeisterschaft AK I  | XD         | 1     | Gottlieb Plaxin / Rita König |
| 1966      | DDR-Seniorenmeisterschaft AK I  | MD         | 3     | Gottlieb Plaxin / Heinz Beinert |
| 1966/1967 | DDR-Oberliga                    | Mannschaft | 2     | Motor Zittau (Horst Hensel, Gottlieb Plaxin, Wieland Pilz, Bernd Taubert, Claus Engelmann, Rainer Ullrich, Gudrun Hensel, Brigitte Plaxin) |
| 1968      | DDR-Seniorenmeisterschaft AK I  | MS         | 1     | Gottlieb Plaxin |
| 1967/1968 | DDR-Oberliga                    | Mannschaft | 2     | Motor Zittau (Horst Hensel, Gottlieb Plaxin, Wieland Pilz, Claus Stegner, Rainer Ullrich, Gudrun Hensel, Andrea Reichel, Brigitte Plaxin)  |
| 1969      | DDR-Seniorenmeisterschaft AK I  | XD         | 3     | Gottlieb Plaxin / Brigitte Plaxin |
| 1969      | DDR-Seniorenmeisterschaft AK I  | MS         | 1     | Gottlieb Plaxin |
| 1968/1969 | DDR-Oberliga                    | Mannschaft | 4     | Motor Zittau (Claus Stegner, Horst Hensel, Helmut Küpper, Rainer Ullrich, Gottlieb Plaxin, Brigitte Plaxin, Gudrun Hensel, Inge Großmann)  |
| 1969      | Silberner Federball             | MS B       | 3     | Gottlieb Plaxin |
| 1970      | DDR-Seniorenmeisterschaft AK I  | MS         | 1     | Gottlieb Plaxin |
| 1970      | DDR-Seniorenmeisterschaft AK I  | XD         | 1     | Gottlieb Plaxin / Brigitte Plaxin |
| 1970/1971 | DDR-Oberliga                    | Mannschaft | 7     | Motor Zittau (Horst Hensel, Helmut Küpper, Rainer Ullrich, Gottlieb Plaxin, Märkisch, Brigitte Plaxin, Andrea Reichel)                     |
| 1972      | DDR-Seniorenmeisterschaft AK I  | XD         | 3     | Gottlieb Plaxin / Inge Großmann |
| 1973      | DDR-Seniorenmeisterschaft AK I  | MS         | 1     | Gottlieb Plaxin |
| 1973      | DDR-Seniorenmeisterschaft AK I  | XD         | 1     | Gottlieb Plaxin / Brigitte Plaxin |
| 1974/1975 | DDR-Seniorenmeisterschaft AK I  | MD         | 3     | Gottlieb Plaxin / Joachim Köstler |
| 1975      | DDR-Seniorenmeisterschaft AK I  | MS         | 3     | Gottlieb Plaxin |
| 1975      | DDR-Seniorenmeisterschaft AK II | XD         | 1     | Gottlieb Plaxin / Brigitte Plaxin |